# Ferid Džanić
Ferid Džanić (Bihać, 1918. – Villefranche-de-Rouergue, 17. rujna 1943.), kao član Komunističke partije Jugoslavije s još nekolicinom infiltratora je aktivno planirao pobunu protiv SS divizije Handžar, svoju šansu je pronašao u rujnu 1943. godine u Villefranche-de-Rouergue, u Francuskoj.
Završio Višu željezničarsku školu u Beogradu. Mobiliziran u domobrane 1941. i poslan na vojnu obuku za vojne željezničare u Slavonski Brod. Godine 1942. promaknut je u zvanje poručnika i postao pomoćnik pukovnika Slavka Petruhara, zapovjednika željezničke zaštite u Bosanskom Novom. Zapovjeda zaštitom na liniji Banja Luka - Bosanski Novi - Sunja. Po tome postaje kontrolorom na kolodvoru Dobrljin u blizini Bosanskog Novog. 
Pobjegao je u partizane u studenom 1942. g. Nakon toga, po jednima dezertirao iz Osme krajiške (muslimanske) brigade, a po drugima zarobljen od Nijemaca. Potom uhićen od strane vlasti NDH i zatočen u zloglasni sarajevski zatvor Belediju, koji datira još od turskog doba. 
Iz zatvora se spasio pristupivši 13. SS diviziji. 
17. rujna 1943., zajedno s Luftijom Dizdarevićem, Božom Jelenekom i Nikolom Vukelićem digao pobunu u Villefranche-de-Rouergue. Bosnanski Muslimani su činili otprilike dvije trećine sastava, Hrvati jednu trećinu uz jednog Nijemca. Pobunila se samo jedna, Trinaesta pionirska bojna, ali ne i cijela divizija. Druge postrojbe te iste divizije su sudjelovale u gušenju pobune ubijajući vlastite sunarodnike Bošnjake i Hrvate. Divizija je, naime, bila razmještena u više mjesta područja oko Rodeza i Limogea. Kasnije će ta divizija biti transformirana u Handžar diviziju. Džanić je u pobuni ubijen na prvi dan Ramazana od hodže Halima Malkoča iz Bosanske Krupe, otvorenog nacista i pobornika Trećeg Reicha i sljedbenik jeruzalemskog Velikog muftije El-Husseina, koji je za tu svoju uslugu rećem Reichu odlikovan Željeznim križem i časničkim zvanjem poručnika SS-a. Strijeljan je zajedno s Nikolom Vukelićem, Mujom Alispahićem, Mehom Memiševićem, Philippom Njimićem, Alijom Beganovićem, Mustafom Morićem, Sulejmanom Silajdžićem, Jusufom Vučjakom, Zemkom Banjićem, Efraimom Basićem, Ivanom Jurkovićem, Ismetom Cefkovićem i Uzeirom Mehičićem.
Značajne su i kontradiktorne pretpostavke da je u partizane otišao po zadatku kao obavještajac vojske NDH, a da se predao ustašama da bi im se vratio, dok je u Francuskoj pokušao stupiti u vezu s Pokretom otpora i bio izdan od strane velikosrpskog provokatora doktora Božidara Vitkovića. Njegov odlazak u partizane je opskuran i postoji više kontradiktornih verzija, a njegov sudrug iz Bosanskog Novog, također domobranski časnik, Mihovil Dodig, kasnije partizanski visoki časnik poznat pod nadimkom "drug Ranko", tvrdi da je siguran, da je Džanić bio u službi Gestapo-a, što također može biti plod negativnog stava boljševika spram ovog događaja. 